# Calistoga (Kalifornija)
Calistoga je grad u američkoj saveznoj državi Kalifornija. Nalazi se u okrugu Napa. Prema popisu stanovništva iz 2010. u njemu je živjelo 5 155 stanovnika. Gornja dolina Nape bio je u doba španjolske kolonijalne erE kasnog 18. toljeća zavičajem značajne populacije domorodačkog stanovništva zvanog Wappo. Obilje hrastova davalo je mnoštvo žireva koji su bili osnovno prehrambeni proizvodi i prirodni termalni izvori koji su bili lječilište kao Calistoga. Ondje se nalazilo nekoliko sela. Za vrijeme meksičkog rata za nezavisnost, imovine misija meksička vlada sekularizirala je i podijelila. Veći dio doline Napa podijeljen je u velike rančeve 1830-ih i 1840-ih. Prvi anglosaksonski doseljenici došli su 1840-ih, među kojima su neki zauzeli zemlje u Calistogi.